# Miscogaster nicetas
Miscogaster nicetas är en stekelart som beskrevs av Walker 1839. Miscogaster nicetas ingår i släktet Miscogaster och familjen puppglanssteklar. Inga underarter finns listade i Catalogue of Life.